# 風に吹かれて (オフコースの曲)
「風に吹かれて / 恋を抱きしめよう」（かぜにふかれて こいをだきしめよう）は、1979年6月5日に発売されたオフコース通算16枚目のシングル。

## 解説
「風に吹かれて」は、オリジナル・アルバム未収録曲で、ベスト・アルバム『SELECTION 1978-81』にビル・シュネーによるリミックス・ヴァージョンで収録された。この曲は後に小田和正がアルバム『LOOKING BACK』にて、歌詞の一部を書き変えてセルフ・カヴァーしている。
「恋を抱きしめよう」はアルバム『Three and Two』に収録されるが、アルバム収録曲と同内容。後に鈴木康博がアルバム『BeSide』と『FORWARD』にて、それぞれセルフ・カヴァーしている。『BeSide』でのリアレンジについて、鈴木は解説で「オリジナルが相当カッチリ出来上がっているので、どうやっつけようか考えてしまった。イントロのギターとコーラスで決まりだ」と書いている。
両曲ともその後、ライヴ・ヴァージョンがライブ・アルバム『LIVE』に収録された。なお、このシングルのタイトルは2曲とも、1960年代洋楽の邦題と一緒である。

## パッケージ、アートワーク
ジャケット裏面には歌詞のほか、“好評発売中”として、『FAIRWAY』の紹介が記載されている。シングル「めぐる季節」以来使われてきた“SONG IS LOVE”を併せたグループ名のロゴは、このシングルで最後となった。
本作は名義上小田和正と鈴木康博の2人組でのオフコースの最後のリリース作品であるが、1976年以降は清水仁、松尾一彦、大間ジローが順次サポート・メンバーとして加わり、この頃には既に5人組のバンドとなっていた。清水、松尾、大間が加入後もシングルやアルバムのジャケットでは小田と鈴木のみ、他の写真では5人でそれぞれ写っていたが、本作では5人で並んで写っている。清水、松尾、大間の3人はリリース直後の1979年8月、正式にオフコースのメンバーとなった。

## チャート成績
本作は、累計で3.7万枚を売り上げた。

## 収録曲

### SIDE A
1. 風に吹かれて   KAZE NI FUKARETE  –  (4'05")
作詩[注釈 10] · 作曲 · ストリングス編曲：小田和正、編曲：オフコース

### SIDE B
1. 恋を抱きしめよう   KOI O DAKISHIMEYÕ  –  (4'05")
作詩[注釈 10] · 作曲：鈴木康博、編曲：オフコース

## スタッフ
- プロデュース：小田和正、鈴木康博

## リリース日一覧
| 地域 | タイトル                        | リリース日   | レーベル                        | 規格               | カタログ番号 | 備考 |
| ---- | ------------------------------- | ------------ | ------------------------------- | ------------------ | ------------ | --- |
| 日本 | 風に吹かれて / 恋を抱きしめよう | 1979年6月5日 | EXPRESS ⁄ TOSHIBA EMI           | 7"シングルレコード | ETP-10583    | 「風に吹かれて」はオリジナル・アルバム未収録。 |
| 日本 | 風に吹かれて / 恋を抱きしめよう | 2020年6月3日 | USM JAPAN ⁄ UNIVERSAL MUSIC LLC | CD                 | UPCX-4237    | デビュー・シングル『群衆の中で / 陽はまた昇る』からラスト・シングル『夏の別れ / 逢いたい』までを収録した全36枚組CD BOX『コンプリート・シングル・コレクションCD BOX』(UPCY-9918)の中の1タイトル。発表当時のアナログ7インチ・シングルのアートワークを再現した12cm紙ジャケット仕様CD。 |